# نبيل قدومي
الدكتور نبيل هاني القدومي هو شخصية فلسطينية بارزة في مجال العمل الاجتماعي والإنساني، ورئيس مجلس أمناء مؤسسة القدومي، وهي مؤسسة عائلية أسسها عام 2000 تخليدًا لاسم والده هاني القدومي. تسعى المؤسسة إلى دعم الشباب الفلسطيني من خلال التعليم، وتوفير المنح الدراسية، وتعزيز فرص التمكين الاقتصادي والاجتماعي للشباب الفلسطيني في مختلف أنحاء العالم.

## مناصبه
بالإضافة إلى ذلك، شغل الدكتور نبيل القدومي عدة مناصب قيادية، منها:
- رئيس مجلس إدارة شركة "بروجاكس العالمية"، وهي شركة عربية متخصصة في إدارة المشاريع.
- محافظ فلسطين لدى "الصندوق العربي للإنماء الاقتصادي والاجتماعي".
- عضو في مجلس أمناء "مؤسسة الدراسات الفلسطينية".
- رئيس مجلس أمناء الصندوق العربي للثقافة والفنون "آفاق".

## الوفاة
توفي نبيل القدومي 28 مارس 2021.